# Kémeri fatemplom
A kémeri fatemplom műemlékké nyilvánított épület Romániában, Szilágy megyében. A romániai műemlékek jegyzékében az SJ-II-m-A-05030 sorszámon szerepel.